# Kazimierz Stankiewicz

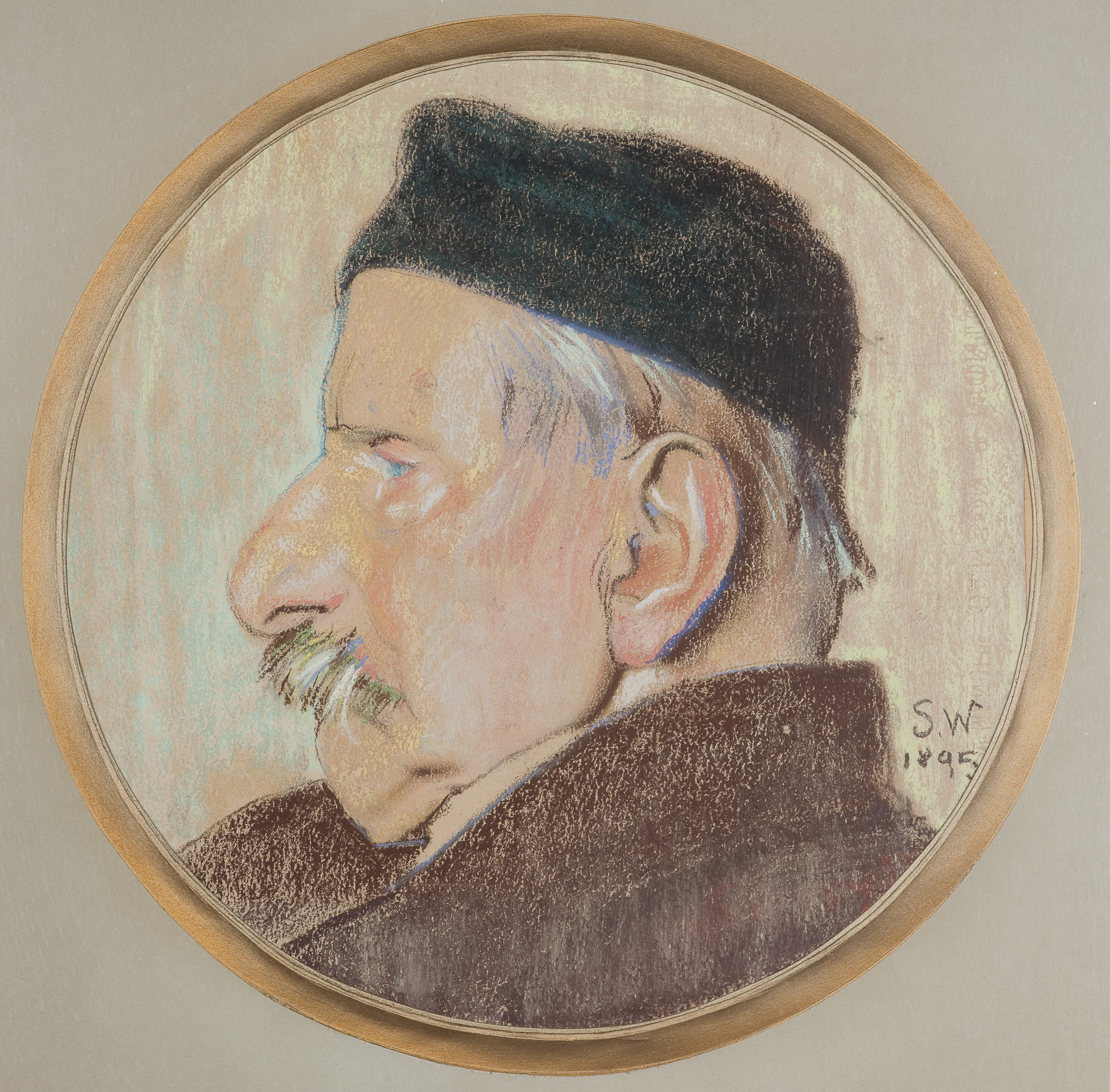
Portret Kazimierza Stankiewicza autorstwa S. Wyspiańskiego

Kazimierz Stankiewicz (ur. w 1818 lub 1820, zm. 5 sierpnia 1895 w Krakowie) – polski spiskowiec, emigrant, opiekun Stanisława Wyspiańskiego.

## Życiorys
W 1829 rozpoczął naukę w Gimnazjum św. Anny w Krakowie, ale go nie ukończył. Przyjaźnił się z poetą Edmundem Wasilewskim. W latach trzydziestych należał do organizacji konspiracyjnej, działającej na terenie Wolnego Miasta Krakowa, a kierowanej przez adiunkta UJ Ludwika Gorzkowskiego. We wrześniu 1838 wspólnie z Antonim Lewickim i Józefem Zagórowskim zabili wykonując wyrok Szymona Celaka, kramarza tytoniu, a zarazem agenta rosyjskiego. Stankiewicz zdołał uciec, został jednak aresztowany. W trakcie brutalnego śledztwa nabawił się jąkania, które mu zostało do końca życia. Proces przed sądem pierwszej instancji odbył się w Krakowie. W obawie przed zamieszkami miasto było patrolowane przez wojsko, a na Rynku stacjonowało pół baterii dział. Stankiewicz został skazany na śmierć, zaś jego towarzysze na długoletnie więzienie. Sąd apelacyjny nie uznał morderstwa za pospolite, a uwzględniwszy przy tym młody wiek skazanego zamienił mu wyrok na 20 lat pozbawienia wolności. Stankiewicz jako jedyny ze skazanych odsiadywał go w Krakowie.
Odzyskał wolność 23 lutego 1846, gdy wybuchło powstanie krakowskie i więzienie obsadziła straż obywatelska. Po stłumieniu powstania najprawdopodobniej przebywał w ukryciu. Według Stanisława Wasylewskiego 4 listopada 1847 na Plantach, nieopodal kościoła Kapucynów, wspólnie z drugim zamachowcem zabił jednego ze swoich oprawców, powszechnie znienawidzonego komisarza Józefa Zajączkowskiego. Władze austriackie nigdy nie wykryły i nie osądziły sprawców, a historycy piszący o Zajączkowskim nie ustalili ich tożsamości. Zaraz po zamordowaniu Zajączkowskiego zbiegł za granicę, kilka lat spędził we Francji.
Do Galicji powrócił prawdopodobnie w połowie lat pięćdziesiątych. Otrzymał posadę administratora w majątku Izdebnik i wstąpił do Towarzystwa Gospodarczo-Rolniczego w Krakowie. W tym czasie ożenił się z Wiktorią Tokarską, córką Aleksandra, zarządcy owczarni u Potockich w Łańcucie. Nic nie wiadomo o udziale Stankiewicza w powstaniu styczniowym. Na uwagę zasługuje jego przyjaźń z kilkoma byłymi powstańcami Zygmuntem i Janem Matejkami, Edwardem Brudzewskim, Edwardem Heppem, stanowiąca być może ślad po wspólnej walce w 1863. W 1873 otrzymał posadę zarządcy oddziału zastawniczego – lombardu Kasy Oszczędności miasta Krakowa; zawdzięczał ją Marcelemu Jawornickiemu, powstańcowi listopadowemu, który chętnie zatrudniał w podległej sobie instytucji dawnych spiskowców. Już jako wdowiec, w Krzesławicach u Jana Matejki, poznał Janinę (Joannę) Rogowską (zm. 1915), nauczycielkę domową języków polskiego i francuskiego. 17 stycznia 1880 zawarł z nią małżeństwo. W salonie Stankiewiczów bywali Józef Szujski, Władysław Łuszczkiewicz, Karol Estreicher. Parę miesięcy po ślubie Stankiewiczowie przyjęli na wychowanie siostrzeńca Joanny, Stanisława Wyspiańskiego. Stankiewicz, który był oczytany i żywo interesował się sprawami kultury, wywarł znaczny wpływ na dojrzewanie intelektualne wychowanka. W zasobnej bibliotece wuja Wyspiański znalazł szeroki wybór klasyków literatury starogreckiej i europejskiej, dzieła polskich romantyków oraz prace historyczne. Stankiewicz wyszukiwał w krakowskich księgarniach książki i reprodukcje dzieł malarskich, ułatwił Wyspiańskiemu korzystanie ze zbiorów Muzeum Narodowego, któremu dyrektorował Łuszczkiewicz, polecił opiece artystycznej Jana Matejki i finansował pobyt w Paryżu. Z kolei przyjaźń z Janem Matejką sprawiła, że Stankiewicz został poproszony przez malarza o przyjęcie obowiązków opiekuna sądowego jego żony, Teodory, w czasie procesu o jej ubezwłasnowolnienie w 1888.
Stankiewicz zmarł w Krakowie na skutek przeziębienia podczas przeprowadzki z ulicy Zacisze 2 na ulicę Kolejową 1. Pochowano go na cmentarzu Rakowickim (kw. Ib).